# 초단파 전방향 무선표지
초단파 전방향 무선 표지(VHF omnidirectional range, VOR)는 VHF주파수를 사용하여 LOS(Line Of Sight)직진성을 이용한 단거리용 항법시설이다. VOR은 기상 간섭에 강하고, ADF 보다 정밀도가 높다.  현재에도 항공 관제 시스템의 근간이 되고 있다. VOR 수신기는 VOR 기지국의 위치 정보를 바탕으로, 진로 편향 표시기(Course Deviation Indicator, CDI) 에 항로에서의 이탈정도(deviation) 표시된다.  많은 VOR 기지국에는 거리 측정 장치(Distance Measuring Equipment, DME)가 함께 설치되어 있어서 기지국과 항공기 사이의 가시선상 거리를 표시할 수 있다. 이용 주파수 대역은 108.00MHz ~ 117.925MHz를 사용한다.

## 같이 보기
- 항공전자